# Wilhelm Miklas
Ne doit pas être confondu avec Wilhelm Niklas.
Wilhelm Miklas, né le 15 octobre 1872 à Krems an der Donau (Autriche-Hongrie) et mort le 20 mars 1956 à Vienne (Autriche), est un homme d'État autrichien. 
Membre du Parti chrétien-social, il est le 3e et dernier président fédéral de la Première République autrichienne de 1928 jusqu'à l’Anschluss effectué par l'Allemagne nazie le 13 mars 1938. Depuis mai 1934, il est le chef de l'État sous la dictature austrofasciste.

## Biographie
Fils d'un fonctionnaire de la poste, Miklas étudie l'histoire et la géographie à l'université de Vienne où il est membre actif d'une société d'étudiants (Studentenverbindung) catholique. À partir de 1905, il travaille comme principal dans une école secondaire (Gymnasium) de Horn en Basse-Autriche.
Sa carrière politique commence en 1907, quand il est élu député au Conseil d'Empire (Reichsrat), membre de la faction du Parti chrétien-social. Il est  réélu en 1911 ; en 1918, au terme de la Première Guerre mondiale, il fait partie des députés représentant les pays de l'Autriche allemande. Dans cette période, il se prononce contre l'unification avec la république de Weimar d'Allemagne.
Après la chute de la monarchie austro-hongroise, il est élu à l'Assemblée nationale constituante de la Première République autrichienne. En mars 1919, Miklas est promu sous-secrétaire d'Etat pour les affaires culturelles au cabinet du chancelier socialiste Karl Renner ; il  conserve cette fonction après l'arrivée au pouvoir du gouvernement de son collègue de parti, Michael Mayr, en juillet 1920. Président du Conseil national de 1923 à 1928, il est élu successeur du président fédéral Michael Hainisch par l'Assemblée fédérale le 10 décembre 1928. 

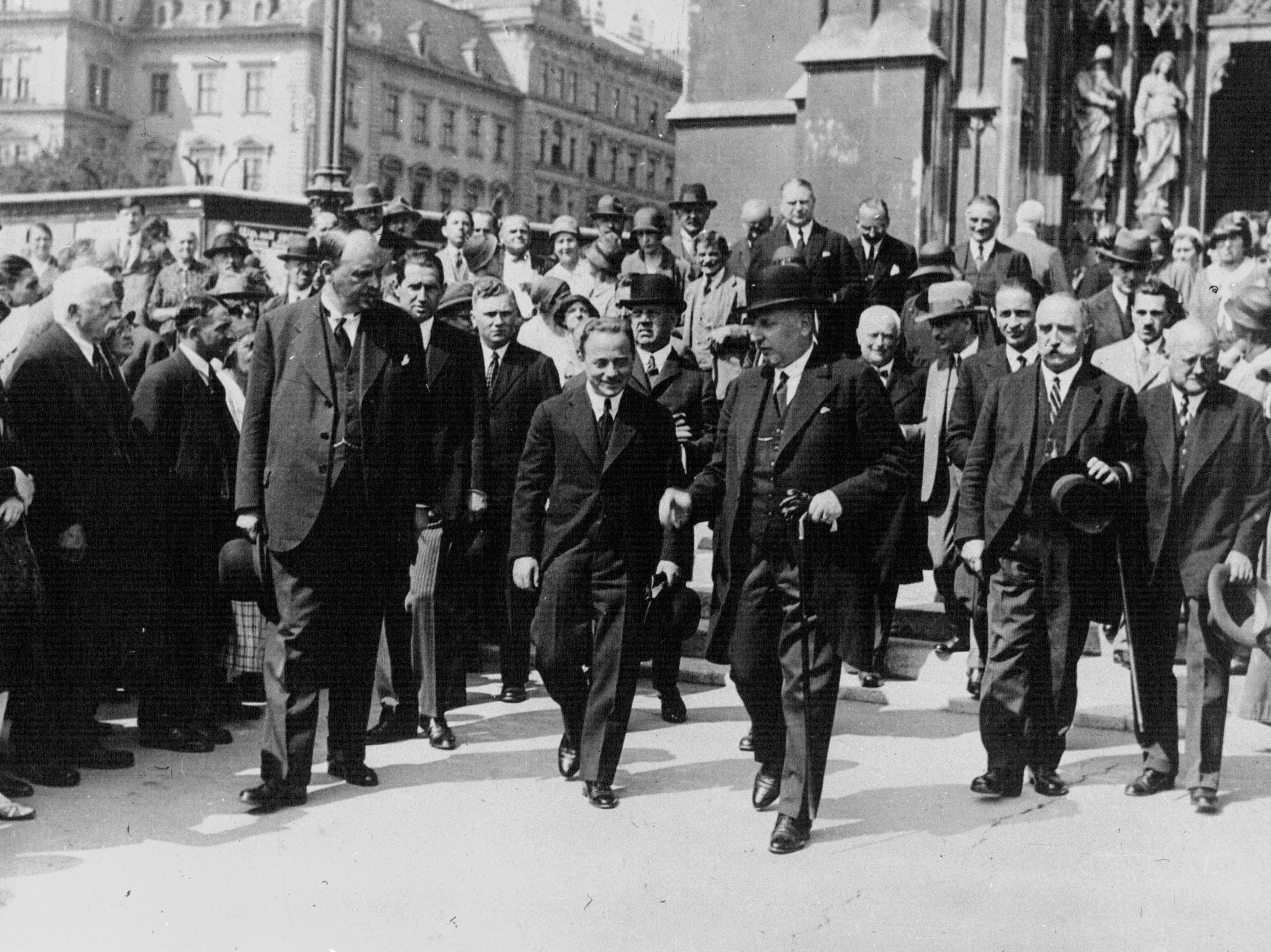
Dollfuss et Miklas à la porterie de l'église votive, 1932.

D'amples pouvoirs sont attribués au président par l'amendement de la Constitution féderale adopté en 1929 ; toutefois, Miklas reste passif lorsque, le 4 mars 1933, le chancelier chrétien-social Engelbert Dollfuss déclare le Parlement dissous, en arguant qu'il est incapable de fonctionner. Ses écrits privés indiquent qu'il a réalisé que la Constitution est violée. Néanmoins, il ne répond ni à la demande de réactiver le Conseil national, exposée par les sociaux-démocrates Karl Renner et Karl Seitz en septembre 1933, ni au refus du gouvernement de soumettre des propositions concernant les sièges à repourvoir à la Cour constitutionnelle. Par la suite, l’Autriche devient un État autoritaire. 
Le 25 juillet 1934, des nazis autrichiens prévoient de prendre en otage le président fédéral, mais cette tentative du « putsch de juillet » échoue. À cette date Miklas passait ses vacances à Velden en Carinthie où il ne peut être arrêté. Le chancelier Dollfuss tente alors de s’enfuir de la chancellerie mais il est attaqué par les nazis et meurt dans la journée de ses blessures. Kurt Schuschnigg lui succède à la chancellerie et poursuit son œuvre jusqu'à ce que l'Anschluss mette un terme à cette politique.
À la démission de Schuschnigg le 11 mars 1938, Miklas se trouve obligé de nommer Arthur Seyss-Inquart, partisan du nazisme, chancelier fédéral. Ses bureaux sur la Ballhausplatz sont encerclés par des troupes SS. Au cours de cet événement, il est sauvé de fanatiques nazis par Otto Skorzeny qui le protége de la violence de ses agresseurs. Deux jours plus tard, Miklas démissionne pour se retirer de la vie publique. 
Miklas passe l'époque de la Seconde Guerre mondiale sans contrainte de la part des autorités nazies. En janvier 1948, il est l'un des témoins du procès des Ministères contre Ernst von Weizsäcker, et al.